# Lijst van oorlogsmonumenten in Zaanstad
De Nederlandse gemeente Zaanstad heeft 23 oorlogsmonumenten. Hieronder een overzicht.
| Nr.  | Object                                                 | Herdachte groep                                  | Ontwerper                        | Onthulling       | Type            | Locatie                         | Plaats                  | Coördinaten                   | Foto                                                   |
| ---- | ------------------------------------------------------ | ------------------------------------------------ | -------------------------------- | ---------------- | --------------- | ------------------------------- | ----------------------- | ----------------------------- | ------------------------------------------------------ |
| 271  | Herdenkingsmonument                                    | algemeen, burgerslachtoffers                     | Bert Neelen                      |                  | beeld/sculptuur | Dorpsstraat 570, 1566 BZ        | Assendelft              | 52° 28' 28" NB, 4° 44' 47" OL | Herdenkingsmonument                                    |
| 276  | Monument aan de Provincialeweg                         | overig                                           |                                  |                  | zuil            | Provincialeweg                  | Koog aan de Zaan        | 52° 27' 42" NB, 4° 48' 21" OL |                                                        |
| 277  | Februaristaking                                        | vervolgden Nederland, verzet Nederland           | Truus Menger-Oversteegen         | 24 februari 2001 | beeld/sculptuur |                                 | Zaandam                 | 52° 26' 19" NB, 4° 49' 32" OL | Februaristaking                                        |
| 1267 | Verblifa-monument                                      | verzet Nederland                                 |                                  | 1946             | plaquette       | Zuiderhoofdstraat 141, 1561 AK  | Krommenie               | 52° 29' 56" NB, 4° 46' 6" OL  | Verblifa-monument                                      |
| 1269 | Vrouwe Justitia                                        | allen                                            | Geurt Brinkgreve, E.H.C. Janssen |                  | beeld/sculptuur | Zaanweg 86, 1521 DN             | Wormerveer              | 52° 29' 26" NB, 4° 47' 34" OL | Vrouwe Justitia                                        |
| 1270 | Monument aan de Provincialeweg                         | verzet Nederland                                 |                                  |                  | gedenksteen     | Provincialeweg, 1521 EA         | Wormerveer              | 52° 28' 59" NB, 4° 48' 25" OL | Monument aan de Provincialeweg                         |
| 1271 | Verzetsmonument                                        | verzet Nederland                                 |                                  |                  | plaquette       | Zaandijkerweg, 1521 AX          | Wormerveer              | 52° 28' 54" NB, 4° 48' 34" OL | Verzetsmonument                                        |
| 1272 | Monument aan de Zaanweg                                | verzet Nederland                                 |                                  |                  | gedenksteen     | Zaanweg 86, 1521 DN             | Wormerveer              | 52° 29' 26" NB, 4° 47' 34" OL | Monument aan de Zaanweg                                |
| 1273 | Monument aan de N.H. Kerk                              | algemeen                                         | Arie van den Berg                | 5 mei 1952       | reliëf          | Zuiderhoofdstraat, 1561 AK      | Krommenie               | 52° 29' 52" NB, 4° 46' 3" OL  | Monument aan de N.H. Kerk                              |
| 1274 | Monument aan de Tuinstraat                             | burgerslachtoffers, verzet Nederland             |                                  |                  | plaquette       | Tuinstraat 27, 1544 RS          | Zaandijk                | 52° 28' 27" NB, 4° 48' 44" OL | Monument aan de Tuinstraat                             |
| 1275 | Monument aan de Leeghwaterweg                          | verzet Nederland                                 |                                  |                  | gedenksteen     | Leeghwaterweg, 1509 BS          | Zaanse Schans (Zaandam) | 52° 28' 26" NB, 4° 49' 53" OL | Monument aan de Leeghwaterweg                          |
| 1276 | Verzetsmonument in het Koogerpark                      | verzet Nederland                                 | R. Teunissen                     |                  | gedenksteen     |                                 | Koog aan de Zaan        |                               | Verzetsmonument in het Koogerpark                      |
| 1277 | Monument in het Stadhuis                               | algemeen, vervolgden Nederland, verzet Nederland | Pieter Groot                     | 3 april 1990     | overig          | Stadhuisplein 100, 1506 MZ      | Zaandam                 | 52° 26' 18" NB, 4° 48' 54" OL | Monument in het Stadhuis                               |
| 1278 | Monument bij de Bernhardbrug                           | burgerslachtoffers, verzet Nederland             |                                  |                  | gedenksteen     | Oostzijde, 1502 BB              | Zaandam                 | 52° 27' 7" NB, 4° 49' 13" OL  |                                                        |
| 1279 | Oorlogsmonument                                        | allen                                            | Leo Braat                        |                  | plaquette       |                                 | Assendelft              | 52° 27' 54" NB, 4° 44' 23" OL |                                                        |
| 1280 | Monument voor Geertje Pel-Groot                        | verzet Nederland                                 |                                  |                  | plaquette       | Westzijde 82, 1506 EH           | Zaandam                 | 52° 26' 33" NB, 4° 49' 18" OL | Monument voor Geertje Pel-Groot                        |
| 1281 | Monument in het Zaanlands Lyceum                       | burgerslachtoffers, verzet Nederland             |                                  |                  | plaquette       | Vincent van Goghweg 42, 1506 JD | Zaandam                 | 52° 26' 59" NB, 4° 48' 52" OL | Monument in het Zaanlands Lyceum                       |
| 1282 | Verzetsmonument                                        | verzet Nederland                                 | Theo van Reijn                   | 4 mei 1948       | beeld/sculptuur | Savornin Lohmanstraat           | Zaandam                 | 52° 26' 25" NB, 4° 49' 40" OL | Verzetsmonument                                        |
| 1283 | Jan Bonekamp en Hannie Schaft-monument                 | verzet Nederland                                 |                                  | 21 juni 1980     | gedenksteen     | Westzijde 39, 1506 EB           | Zaandam                 | 52° 26' 32" NB, 4° 49' 19" OL | Jan Bonekamp en Hannie Schaft-monument                 |
| 1285 | Monument aan de Prins Hendrikkade                      | burgerslachtoffers, verzet Nederland             |                                  |                  | plaquette       | Prins Hendrikkade, 1501 AA      | Zaandam                 | 52° 26' 8" NB, 4° 49' 46" OL  | Monument aan de Prins Hendrikkade                      |
| 1287 | Monument op de Joodse begraafplaats (Zaandam)          | vervolgden Nederland                             |                                  | 4 mei 1948       | zuil            | Westzanerdijk 310-312, 1507 AP  | Zaandam                 | 52° 25' 54" NB, 4° 47' 57" OL | Monument op de Joodse begraafplaats (Zaandam)          |
| 3373 | Christus Koning                                        | algemeen, overig                                 | Jan Verdonk                      | 31 oktober 1948  | beeld/sculptuur | Oostzijde 14, 1502 BG           | Zaandam                 |                               | Christus Koning                                        |
| 3661 | Monument voor omgekomen werknemers van Polak & Schwarz | vervolgden Nederland, burgerslachtoffers         | L. Schonitzer                    | 26 april 1949    | plaquette       | Irene Vorrinkplein, 1506 WR     | Zaandam                 | 52° 26' 25" NB, 4° 48' 54" OL | Monument voor omgekomen werknemers van Polak & Schwarz |

Aalsmeer ·
Alkmaar ·
Amstelveen ·
Amsterdam ·
Bergen ·
Beverwijk ·
Blaricum ·
Bloemendaal ·
Castricum ·
Den Helder ·
Diemen ·
Dijk en Waard ·
Drechterland ·
Edam-Volendam ·
Enkhuizen ·
Gooise Meren ·
Haarlem ·
Haarlemmermeer ·
Heemskerk ·
Heemstede ·
Heiloo ·
Hilversum ·
Hollands Kroon ·
Hoorn ·
Huizen ·
Koggenland ·
Landsmeer ·
Laren ·
Medemblik ·
Oostzaan ·
Opmeer ·
Ouder-Amstel ·
Purmerend ·
Schagen ·
Stede Broec ·
Texel ·
Uitgeest ·
Uithoorn ·
Velsen ·
Waterland ·
Weesp ·
Wijdemeren ·
Wormerland ·
Zaanstad ·
Zandvoort